# Love by Design
Love by Design este un film românesc din 2014 regizat de Michael Damian. Rolurile principale au fost interpretate de actorii Giulia Nahmany, Jane Seymour, David Oakes.

## Distribuție
Distribuția filmului este alcătuită din:
- Radu Bădică — Paparazzi
- Giulia Nahmany — Danielle Luca
- Rebecca Calder — Beatrix
- Mihai Dorobanțu — Mihai
- Toto Dumitrescu — Zane
- Gabriela Ștefan — Recepționera
- David Lipper — Lance
- Joaquin Bonilla — Reporter fashion
- Jane Seymour — Viviene Thompson
- Olivia Hallinan — Claire
- Claudiu Trandafir — Doctor
- Costică Bărbulescu — Cosmin
- Alexandra Weaver — Elaine
- Gavril Cândea — Bunicul
- Gabriela Werner — Veta
- David Oakes — Adrian Edwards
- Alexandru Copcea — Critic de modă
- Manuela Ciucur — Luiza
- Danielle Fischer — Mia
- Ela Prodan — Sofia
- Sânziana Cozorici — Dixie
- Rusty Humphries — Ben
- Alin Olteanu — Bruno
- Silvia Năstase — Bunica
- Nicoleta Hancu — Stilista
- Horațiu Bob — Răzvan
- Tatiana Gurin — Asistenta
- Dragoș Săvulescu — Drake